# Eladio Aponte Aponte
Eladio Ramón Aponte Aponte es un militar venezolano que fue un magistrado del Tribunal Supremo de Justicia de Venezuela y Militar con grado de Coronel de la Guardia Nacional, nacido en octubre de 1951, presidente de la Sala de Casación Penal. Aponte Aponte es conocido por escribir una carta abierta desde San José de Costa Rica en la que confiesa haber recibido órdenes y presiones del presidente Hugo Chávez para condenar a Iván Simonovis y a los comisarios Henry Vivas y Lázaro Forero por los sucesos de Puente Llaguno, ocurridos el 11 de abril de 2002.

## Biografía
Eladio Aponte Aponte fue designado como miembro del Tribunal Supremo por la Asamblea Nacional controlada por el oficialismo, juramentado el 15 de diciembre de 2004 en la Asamblea y tomando posesión del cargo en enero de 2005. El 20 de agosto de 2009, el narcotraficante Walid Makled fue capturado por el Departamento Administrativo de Seguridad colombiano en Cúcuta y posteriormente fue trasladado a Bogotá. Walid fue requerido por las autoridades antinarcóticos tanto venezolanas como las estadounidenses. Durante su arresto, a Makled se le encontró un carnet de la fiscalía militar de Venezuela presuntamente expedida por Eladio Aponte Aponte. La oposición venezolana se pronunció declarando a través de su vocero Miguel Ángel Rodríguez que en Venezuela la investigación sería obstruida por los mismos funcionarios públicos por este hecho.

## Destitución y carta
Eladio es destituido por unanimidad como magistrado en marzo de 2012 por la Asamblea Nacional. Aponte Aponte es conocido por escribir una carta abierta desde San José de Costa Rica el 16 de abril de 2012 en la que confiesa haber recibido órdenes y presiones del presidente Hugo Chávez para condenar sin derecho al jefe de la seguridad ciudadana de la Alcaldía Mayor de Caracas Iván Simonovis y a los comisarios de la Policía Metropolitana Henry Vivas y Lázaro Forero, aplicando la pena máxima por su participación en los sucesos de abril de 2002. La carta sería divulgada en septiembre.

Señores comisarios Iván Simonovis, Henry Vivas, Lázaro Forero, Erasmo Bolívar, Luis Molina, Arube Pérez, Marco Hurtado, Héctor Rovain:

El suscrito, doctor Ramón Eladio Aponte Aponte, exmagistrado de la Sala Penal del Tribunal Supremo de Justicia de Venezuela (jefe de todos los jueces penales del país), titular de la cédula de identidad número 3.581.104, digo:

Es un deber inaplazable, confesar ante ustedes, y ante todos, que he cometido el pecado de haber transmitido a los jueces que los juzgaron, la orden de condenarles a 30 años de prisión a como diera lugar. Yo estaba cumpliendo instrucciones directas del Presidente Hugo Chávez Frías, quien así me lo ordenó. No pretendo ser liberado de responsabilidades por eso que hice, ya que nada lo justifica, solo quiero confesar para descansar un poco mi conciencia, ya que ahora estoy sintiendo en carne propia lo que se siente ser perseguido. Ordené a la jueza Anabella Rodríguez del Juzgado 13 de Primera Instancia en Funciones de Control en Caracas, que decretara la orden de captura que le solicitó la Fiscal Luisa Ortega Díaz, aun cuando dicha jueza no tenía competencia en el caso, que estaba radicado en Maracay. También mantuve comunicación constante con la jueza Marjorie Calderón de Maracay y con la fiscal Haifa el Aissami para que hicieran todo para retrasar el juicio y así causarles toda clase de penurias con traslados, y para que finalmente se produjera sentencia condenatoria a como diera lugar, sentencia que entregué en formato digital a dicha Jueza y que estaba elaborada por uno de mis asistentes. Posteriormente hice lo mismo con los jueces de la Corte de Apelaciones de Aragua, Fabiola Colmenares, Antonio Perillo y Francisco Coggiola, a quienes les entregué de la misma manera la sentencia sobre la apelación que formularon los procesados a través de sus defensores.

Finalmente en ese caso ustedes elevaron recurso de Casación ante la Sala Penal donde yo lo asumí y de inmediato mandé a elaborar el proyecto de sentencia declarando sin lugar por recurso manifestante infundado, esto es sin siquiera haberlo leído ya  que era demasiado extenso y la orden que expresamente me dio el presidente Chávez era "salir de eso de inmediato sin más tardanza", "condénelos de una vez". Así lo hice, y al tener el proyecto lo firmamos el 18 de mayo de 2010 y se publicó el fallo el 21 de mayo, sentencia 173 con la aprobación mía, de Deyanira Nieves, Miriam Morando y Héctor Coronado Flores, y a cada uno de ellos les hice saber que esa era la orden de Chávez, por lo que se apresuraron a firmar. Salvó el voto de Blanca Rosa Mármol.

Ojalá y esta confesión les ayude a buscar una solución a su problema, y estoy dispuesto a ratificar todo ante tribunales en verdad independientes, con jueces imparciales y en un país donde haya democracia verdadera y libertad. San José, Costa Rica, dieciséis de abril del año 2012.

Ramón Eladio Aponte Aponte

En Costa Rica fue ubicado por el excomisario Henry López Sisco a quien le confiesa por que había sido acusado en 2006; fue por órdenes de Hugo Chávez por la Masacre de Yumare. Dos días después, el 18 de abril, Aponte Aponte viajó a Estados Unidos desde Panamá a bordo de un vuelo comercial.*LÓPEZ SISCO